# 佩里尼 (卢瓦-谢尔省)
佩里尼（法語：Périgny，法語發音：[peʁiɲi] ⓘ）是法国卢瓦-谢尔省的一个市镇，属于旺多姆区。同名市镇在法国多个省份均有出现。

## 地理
佩里尼（47°44'25"N, 1°9'1"E）面积10.41 平方千米，位于法国中央-卢瓦尔河谷大区卢瓦-谢尔省，该省份为法国中北部省份，北起厄尔-卢瓦省，东北接卢瓦雷省，东南接谢尔省，南至安德尔省，西南接安德尔-卢瓦尔省，西北接萨尔特省。
与佩里尼接壤的市镇（或旧市镇、城区）包括：库洛米耶拉图尔、克吕舍赖、瑟洛姆、维勒马尔迪、维勒罗曼。

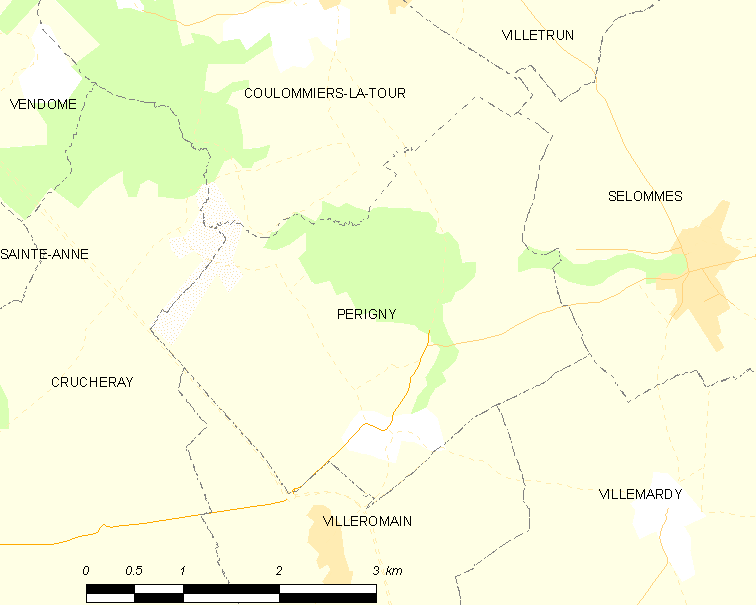
的OSM定位图

佩里尼的时区为UTC+01:00、UTC+02:00（夏令时）。

## 行政
佩里尼的邮政编码为41100，INSEE市镇编码为41174。

## 政治
佩里尼所属的省级选区为卢瓦河畔蒙图瓦尔县。

## 人口

1962-2008年间人口变化图示

佩里尼于2022年1月1日时的人口数量为168人。